# Celestus macrolepis
Celestus macrolepis — вид веретільницеподібних ящірок родини Diploglossidae. Ймовірно, був ендеміком Ямайки, однак вимер.

## Поширення і екологія
Celestus macrolepis відомі лише за типовим зразком, зібраним на Ямайці.

## Збереження
Celestus macrolepis, ймовірно, вимерли внаслідок знищення природного середовища і хижацтва з боку малих індійських мангустів.